# ジェームス小野田
ジェームス小野田（ジェームスおのだ、本名：小野田 安秀（おのだ やすひで）、1959年11月8日 - ）は、日本のミュージシャン、歌手、俳優。神奈川県川崎市出身。川崎市立工業高等学校・文化学院建築科卒業。株式会社インターナショナル・カルチャー所属。米米CLUB、J.O.PROJECTのメンバー。

## 人物
文化学院時代に大久保謙作と米米CLUBを結成。1982年に石井竜也の勧めでバンドとしての音楽活動を本格化。以後、米米CLUBの中心メンバーの一人として芸能活動を行う。また本名名義でミュージカルに出演するなど、俳優や声優としても活動しており、米米CLUB解散後は舞台活動が中心となっている。
米米CLUBとしての活動時は、ビジュアル系で、奇抜な衣装や被り物、着ぐるみやメイクが特徴となっている。メイク顔を専門に集めた写真集『KAO'S』やジェームス小野田の週めくりカレンダーなど、そのビジュアル面は米米CLUBの代名詞のひとつとなっており、そのアートワークは後にきゃりーぱみゅぱみゅにも影響を与え、きゃりーぱみゅぱみゅ本人から尊敬されている。
メイク姿の強面が印象的であるが、素顔にサングラスあるいはメガネだけの姿で登場することもある。また小野田本人は気さくで柔和で律儀な性格であり、文化学院卒業後に二級建築士を、米米クラブ再結成前のソロ活動時代に宅建の資格も取得している。
2013年に自身の名を冠につけた音楽プロジェクトJ.O.PROJECTを結成。持ちネタとして山本リンダの歌を唄うことが多い。好きな映画はホラー映画、趣味は書道。好きな音楽はジャズ、ソウルミュージック。アルバムPhiにある紅い人の作詞作曲をしている。
ソロライブやJ.O.PROJECTなどのライブで米米CLUBの楽曲を歌唱する際には、自身のリードヴォーカルによる曲だけでなく、『Shake Hip!』『浪漫飛行』『君がいるだけで』など石井のリードヴォーカルによる代表曲のカバーを披露することがある。

## 出演

### テレビ番組
- ポンキッキーズ（1999年4月 - 9月、フジテレビ） - 水曜日MC、ジェームス名義
- フルーツサンデー（2000年3月31日 - 2001年3月23日、NHK-BS2） - メインMC、ジェームス艦長 役
- THE夜もヒッパレ（日本テレビ）
- ものまねバトル（日本テレビ）
- ファイテンション☆スクール（2007年 - 2008年、テレビ東京） - マッチョコ先生 役（声の出演）
- たけしのこれがホントのニッポン芸能史（2016年10月8日、NHK BSプレミアム）
- クイズ!脳ベルSHOW（2017年10月9日 - 10日、BSフジ）
- じっくり聞いタロウ〜スター近況㊙報告〜（2019年7月19日、テレビ東京）
- いまだにファンです!（2019年8月11日、テレビ朝日）
- 有吉ゼミ（2020年10月12日、日本テレビ）
- クイズ!脳ベルSHOW（2025年4月21日 - 28日、BSフジ）
- イモヅル式に学ぼう!NHKラーニング「まなぼう」江戸を学べるプレイリスト「#2 食」（2025年4月27日、NHK Eテレ）

### テレビドラマ
- 大河ドラマ べらぼう〜蔦重栄華乃夢噺〜 第3回（2025年1月19日、NHK） - 湯屋の主人 / 元木網 役[1][2]

### ラジオ番組
- 日本経済ニュースSP（ラジオ日本） - レギュラー
- 「ヤスヒデ・ファンキー・オノダのコマラジ マンデーナイト」 第1月曜 パーソナリティ（2024年4月1日 - 2025年3月日、狛江エフエム）
- 「トラちゃんオノちゃんの大人に↑なれない↑音楽」 毎週日曜 パーソナリティ（2025年4月5日 - レディオ湘南）

### 舞台
- 一人芝居・山口瞳原作「江分利満氏の優雅な生活」（1998年1月15日 - 16日、青山草月ホール / 1月24日 - 25日、天王洲アートスフィア / 3月31日、京王プラザホテル）
- サンプラザ主催：ロックミュージカル「ROCK OPERA HAMLET」（1998年5月29日 - 6月7日、中野サンプラザホール） - クローディアス 役
- ミュージカル「不思議な国のアリス」出演。（1998年8月6日 - 12日、世田谷パブリックシアター / 8月14日 - 15日、湘南台文化センター / 8月22日 - 23日、ピッコロシアター / 8月30日、長野県県民文化会館） - チェシャネコ・ニセウミガメ・トランプの兵隊 役
- 一人芝居・山口瞳原作「江分利満氏の優雅な生活」再演（1999年2月24日 - 28日、銀座博品館劇場）
- 新潮劇院 痛快新編娯楽京劇「孫悟空vs白骨精」（2002年8月30日、スパイラルホール） - 猪八戒 役
- ミュージカル「スター誕生」（2004年3月17日 - 4月18日、青山劇場）
- 「ちいさな山神スズナ姫」（2005年7月17日 - 18日・2006年・2007年7月21日 - 22日、日生劇場） - 喜仙大巌尊 役
- ミュージカル「紫 式部」（2008年3月3日 - 30日、大阪松竹座）
- ミュージカル「ガブリエル・シャネル」（2009年7月3日 - 27日、新橋演舞場 / 2010年、大阪松竹座 / 2011年5月14日 - 28日、日生劇場） - カフェ親父／セール（ミシア夫）役
- 新潮劇院 京劇「孫悟空vs孫悟空」（2010年5月29日、関内ホール / 6月5日、なかのZERO小ホール） - 猪八戒 役
- 木下工務店PRESENTS「銀河英雄伝説 =第一章 銀河帝国編=」（2011年1月7日 - 16日、青山劇場） - ウィリバルト・ヨアヒム・フォン・メルカッツ 役[3]
- パン・プランニング「Shalll We Judge!?」（2011年10月29日 - 11月6日、ミニシアター1010） - 江田清一郎 役
- 一人芝居・山口瞳原作「江分利満氏の優雅な生活」（2011年12月8日 - 9日、日比谷 松尾ホール・2012年6月22日 - 24日、能登演劇堂）
- 新潮劇院 京劇「十三妹（シィサンメイ）〜児女英雄伝」（2014年9月13日・14日、成城ホール） - 黒風僧 役
- 「与野太郎を探せ」（2015年3月20日 - 22日、彩の国さいたま芸術劇場小ホール）
- Kitty presents vol.2「Little Fandango」（2015年7月8日 - 12日、池袋あうるすぽっと） - フレディ郡保安官 役
- A New Musical ALICE 〜不思議の国のアリスより〜（2016年6月 - 7月、天王洲銀河劇場・新神戸オリエンタル劇場） - 帽子屋 役 [4]
- THE☆JACABAL'S「道雪」（2019年10月2日 - 6日、東京・両国シアターX） - 島津義久 役
- サゼン ～幕～（2020年2月19日 - 24日、池袋あうるすぽっと） - 水戸光圀 役
- 新潮劇院 京劇 「孫悟空 vs 白骨精」（2022年2月5日、阿倍野区民センター / 2月6日、クレオ大阪東 ホール） - 猪八戒 役（特別出演）
- 方南ぐみ企画公演「帰ってこい! 伊賀の花嫁 その六」そうだ! We're Alive編（2024年1月17日 - 21日、俳優座劇場）[5]

### 映画
- レズパラ（1997年） - コロン博士 役 ※吹き替え。日本においては劇場未公開作品

### Vシネマ
- ゴースト RE:BIRTH 仮面ライダー スペクター（2017年） - ダントン / エヴォリュード 役[6]

### テレビアニメ
- 遊☆戯☆王デュエルモンスターズ・ドーマ編（2003年2月 - 12月、テレビ東京） - グリモ 役
- ラブ米 -WE LOVE RICE-（2017年、TOKYO MX・サンテレビほか） - 米ンテーター 役[7]

### CD
- まけるな! もんじゃ（2002年7月10日）
- 親娘だよ（2005年11月2日）
- 筋肉ダンス DE まっちょっちょ（2008年2月20日） - ジェームス小野田 with 筋肉楽団　名義[8]
- BLUE SOUL（2014年7月23日）

### インターネット
- ジェームズ小野田アワー（2013年4月 - 、BITMOVIE）

### その他
- プリンセス天功 ザ・イリュージョン2021（2021年3月6日、有楽町よみうりホール） - 特別出演
- 薗田憲一とデキシーキングス コンサート（2021年12月20日、なかのZEROホール） - 特別出演
- 東京キューバンボーイズ コンサート in Tokyo（2023年11月9日、ティアラこうとう 大ホール）ゲスト出演